# NGC 3012
NGC 3012 est une vaste et lointaine galaxie elliptique située dans la constellation du Petit Lion. NGC 3012 a été découverte par l'astronome prussien Heinrich d'Arrest en 1862.

## Caractéristiques
Sa vitesse par rapport au fond diffus cosmologique est de 11 876 ± 18 km/s, ce qui correspond à une distance de Hubble de 175 ± 12 Mpc (∼571 millions d'al).
À ce jour, une mesure non basée sur le décalage vers le rouge (redshift) donne une distance d'environ 120,000 Mpc (∼391 millions d'al). Cette valeur est à l'extérieur mais compatible avec les valeurs de la distance de Hubble. Notons que c'est avec la valeur moyenne des mesures indépendantes, lorsqu'elles existent, que la base de données NASA/IPAC calcule le diamètre d'une galaxie et qu'en conséquence le diamètre de NGC 3012 pourrait être d'environ 68,7 kpc (∼224 000 al) si on utilisait la distance de Hubble pour le calculer.